# Escut i bandera de Bolulla
L'escut i la bandera de Bolulla són els símbols representatius de Bolulla, municipi del País Valencià, a la Marina Baixa.

## Escut heràldic
L'escut oficial de Bolulla té el següent blasonament:
| « | Escut quadrilong de punta redona. En camp d'atzur, una torre d'or, maçonada i aclarida de sable, sobremuntada d'un capel amb cordons i sis borles d'or. Per timbre, corona reial oberta. | » |

## Bandera
La bandera oficial de Bolulla té la següent descripció:
| « | Bandera de proporcions 2:3. De blau, al centre, una torre groga maçonada i aclarida de negre, sobremuntada d'un capel episcopal amb cordons i tres ordres de borles de groc. | » |

## Història
L'escut s'aprovà per Resolució de 22 de desembre de 1999, del conseller de Justícia i Administracions Públiques, publicada en el DOGV núm. 3.674, de 26 de gener de 2000.
La bandera s'aprovà per Resolució de 18 de gener de 2016, de la Presidència de la Generalitat, publicada en el DOCV núm. 7.710, de 2 de febrer de 2016.
La torre al·ludeix a l'antic castell de Bolulla, en ruïnes al cim del turó que domina el poble. El capel episcopal fa referència al fet que la mitra de València n'ostentava la senyoria.